# Editto di Poitiers
L'editto di Poitiers venne promulgato nel settembre 1577. Limitava il campo di applicazione del precedente editto di Beaulieu, che lo aveva preceduto, dando il diritto di culto riformato in periferia e vicino ai posti occupati dagli Ugonotti il 17 settembre 1577.

## Contesto storico
Quando suo Carlo IX morì, Enrico re di Polonia divenne automaticamente re Enrico III di Francia e lasciata di nascosto la Polonia tornò in Francia.
Suo fratello minore, Francesco d'Alencon, più vicino ai protestanti, divenne il leader di Malcontent. Seguì la quinta guerra di religione che durò dal 1574-1576.
L'editto di Beaulieu, che concluse questa guerra di religione offrì numerosi vantaggi ai protestanti, meno di quattro anni dopo la Notte di San Bartolomeo. In risposta, i manifestanti cattolici si riunirono per formare la Lega cattolica, che si cristallizzò attorno al duca di Guisa. Il potere reale è molto indebolito, e Enrico III si impegnò a modificare l'editto di Beaulieu.
Convocò gli Stati Generali a Blois al fine di colmare i deficit di bilancio causato dalla guerra. Sotto la pressione dei parlamentari cattolici, Enrico III decise di riprendere la guerra contro i protestanti. In precedenza, si riconciliò con il fratello. Il duca di Montmorency si impegnò inoltre a causa reale. La sesta guerra di religione terminò il 17 settembre 1577 quando, a seguito della "Pace di Bergerac", venne firmato l'editto di Poitiers, che in qualche modo limitava le libertà concesse ai protestanti nella precedente edizione.